# Алтънташ
Алтънташ (на турски: Altıntaş) е село в Източна Тракия, Турция, Вилает Одрин. Околия Кешан.

## География
Селото се намира на 23 км северно от Кешан.

## История
В XIX век Алтънташ е албанско село в Узункьоприйска кааза в Одринския вилает на Османската империя. Според „Етнография на вилаетите Адрианопол, Монастир и Салоника“, издадена в Константинопол в 1878 година и отразяваща статистиката на населението от 1873 година, Алтънташ (Altintach) има 100 домакинства и 395 жители албанци.